# 송파글마루도서관
송파글마루도서관은 서울특별시 송파구 소재의 구립 도서관이다.

## 연혁
- 2009년 6월 장지택지개발지구 공공도서관 건립 계획 수립
- 2011년 12월 도서관 공사 시행 및 도서관 건립 공사 준공 시작
- 2012년 10월 도서관 위탁 심의위원회 개최 (송파구시설관리공단을 위탁운영자로 선정)
- 2013년 1월 도서관 개관준비팀 구성 및 운영 시작
- 2013년 3월 도서관 명칭 공모
- 2013년 4월 개관준비를 위한 전문가 자문회의 개최. 도서관 건립 관련 중간보고회 개최.
- 2013년 5월 도서관 명칭 확정 - "송파글마루도서관"
- 2013년 9월 도서관 공사 시행 및 도서관 건립 공사 준공 완료
- 2013년 10월 25일 송파글마루도서관 개관
- 2014년 9월 3D동화구연 체험관 설치 및 운영
- 2014년 12월 송파구 전자도서관 운영
- 2015년 11월 충민로 도서관 안내·상징 조형물 설치
- 2016년 5월 장애인 도서 방문 대출 서비스 [책드림]운영
- 2016년 12월 [구립송파노인용양센터] 업무협약 체결
- 2017년 3월 [기쁨지역아동센터] 업무협약 체결
- 2017년 3월 [송파구다문화가족지원센터] 업무협약 체결
- 2017년 6월 [육국 제6919부대 2대대] 업무협약 체결
- 2017년 9월 [숭의여자대학교] 업무협약 체결
- 2018년 3월 [한국체육대학교 학술정보원] 업무협약 체결
- 2018년 11월 [문현고등학교] 업무협약 체결
- 2018년 12월 [서울시청자미디어센터] 업무협약 체결
- 2019년 5월 [서울농아인협회 송파구지회] 업무협약 체결
- 2019년 10월 [송파미래교육센터 2관] 설치
- 2020년 1월 [송파문화재단] 위탁운영 개시

## 수상/인증
- 2013년 10월 1365자원봉사 수요처 인증
- 2013년 12월 녹색건축인증(그린1등급)
- 2014년 12월 서울시 공공도서관 육성 발전 유공 표창[서울특별시장]
- 2015년 5월 맑은 실내공기 우수시설 인증
- 2018년 1월 내진설계 건축물 인증
- 2018년 4월 송파구 독서문화진흥 표창 수상[송파구청장]
- 2018년 4월 교육기부 진로체험기관 인증[교육부]
- 2018년 5월 치매극복 선도도서관 인증[중앙치매지원센터]
- 2018년 10월 2018년 전국도서관 운영평가 우수도서관 선정 및 표창[문화체육관광부장관]
- 2019년 9월 국민참여 기념사업 선정기관[대한민국임시정부 수립100주년 기념사업추진위원회]
- 2019년 10월 2019년 전국도서관 운영평가 우수도서관 선정 및 표창[국무총리]
- 2019년 11월 2019년 꽃 피는 서울상 콘테스트 아름다운 경관상 수상[서울특별시장]

## 이용 안내
이용 시간
- 평일 09:00~22:00, 주말: 09:00~20:00 (새싹마루/나우누리(1층)은 오후 6시까지 이용가능)

휴관일
- 정기휴관일: 매주 월요일, 법정공휴일
- 임시휴관일: 기타 도서관 사정에 의해 관장이 정한 날

희망도서
희망도서는 한 달에 세 권 신청할 수 있다.
신청 이후 해당 도서관에서 책을 읽게 되기까지는 신청한 일부터 한 달 이상이 걸리는 경우도 있으므로 두 달 이후에 볼 수 있다고 생각해야 마음이 편할 것이다.
(참고로 근처에 있는 송파도서관은 희망도서 신청 후 3주 정도면 해당도서를 읽을 수 있다.)